# Хоменко, Фёдор Пантелеймонович
Федор Пантелеймонович Хоменко (5 августа 1934, с. Купчинцы — 10 сентября 2016) — дояр колхоза им. Горького с. Ястребинцы , Герой Социалистического Труда .

## Биографические сведения
Федор Хоменко родился 5 августа 1934 года в селе Купчинцы Ильинецкого района Винницкой области . С детства жил в селе Ястребинцы Ильинецкого района. Окончил 5 классов школы.
Трудовую деятельность начал в 13-летнем возрасте. Федор пас коров и ухаживал за телятами.
С 1952 года работал доярами в местном колхозе имени Горького. Вырастил коров с отобранной группы телят, впоследствии стал достигать высоких надоев молока.
Указом Президиума Верховного Совета СССР от 22 марта 1966 за достигнутые успехи в развитии животноводства, увеличении производства и заготовок мяса, молока, яиц, шерсти и другой продукции Хоменко Федору Пантелеймоновичу присвоено звание Героя Социалистического Труда с вручением ордена Ленина и золотой медали «Серп и Молот».
Продолжал работать в колхозе до 1988 года получал по 6500 кг молока в год от каждой коровы. В Ильинецком районе действовала школа передового опыта Ф. П. Хоменко.
В 1989 году вышел на пенсию.
Проживал в селе Ястребинцы, в последние годы — в с. Ильинецкое .
Умер 10 сентября 2016 года. Похоронен на кладбище села Ястребинцы.

## Награды
- Герой Социалистического Труда (22.03.1966)
- орден Ленина (22.03.1966)
- орден Октябрьской Революции (08.04.1971)
- орден Трудового Красного Знамени (10.03.1976)
- медали

## Память
При жизни Федора Пантелеймоновича Хоменко ему открыт памятник в центре Ильинцы, на открытии которого он присутствовал. Рядом установлен бюст ещё двум дояркам района, которые также удостоены звания Героя Социалистического Труда — Матрёне Плахотник, которая была учительницей Федора Хоменко, и Марии Коцюруба, которая была его ученицей.